# 君が生きた証
『君が生きた証』（原題: Rudderless）は、ウィリアム・H・メイシー監督による2014年にアメリカで制作された音楽映画。上映時間105分。 

## ストーリー
やり手広告マンのサム（ビリー・クラダップ）は、大口の契約をまとめた祝杯を上げようと大学生の息子ジョシュ（マイルズ・ハイザー）を呼び出す。ところがジョシュは現れず、スポーツバーのテレビに流れたのはジョシュの大学で銃乱射事件が発生したというニュース速報だった。
2年後。銃乱射事件でひとり息子を失ったサムは会社を辞め、湖のボートハウスで荒んだ生活を送っていた。ある日、別れた妻エイミー（フェリシティ・ハフマン）からジョシュの遺品を渡される。遺品の中身はジョシュが使っていたエピフォンのギターと、ジョシュが録り溜めていた自作曲のデモ音源と歌詞ノート。ジョシュの曲をギターで爪弾くようになったサムは、ある晩ライブバーの飛び入りステージに参加する。
サムが演奏した曲に感銘を受けたロック青年のクエンティン（アントン・イェルチン）は、サムのボートに押しかけて一緒に演奏しようと提案。クエンティンの情熱に押し切られたサムはバンド「ラダレス」を組むことになり、地元で人気を博するようになるのだが、胸の奥には明かすことのできない秘密があった。

## スタッフ・製作
- 監督: ウィリアム・H・メイシー
- 製作: キース・キャラヴァル、ブラッド・グレイナー、ジェフ・ライス
- 脚本: ケイシー・トゥウエンター、ジェフ・ロビソン、ウィリアム・H・メイシー
- 撮影: エリック・リン
- 音楽: イーフ・バーズレイ
- 劇中曲: サイモン・ステッドマン、チャールトン・ペッタス、フィンク

## キャスト
- サム： ビリー・クラダップ
- ジョシュ ： マイルズ・ハイザー
- クエンティン ： アントン・イェルチン
- エミリー ： フェリシティ・ハフマン
- デル ： ローレンス・フィッシュバーン
- トリル ： ウィリアム・H・メイシー
- ウィリー（ベース） ： ベン・クウェラー
- エイケン（ドラム） ： ライアン・ディーン
- ケイト・アン・ルーカス ： セレーナ・ゴメス
- リサ・マーティン ： ジェイミー・チャン
- ピーチズ ： ケイト・ミクーチ
- アレアド ： ピーター・スプリュート

## 製作

### 企画
還暦を期に映画監督業への進出を考えていた俳優ウィリアム・H・メイシーのもとに、ケイシー・トゥウエンターとジェフ・ロビソンによるオリジナル脚本が持ち込まれた。脚本を気に入ったメイシーはトゥウェンターとロビソンと一緒に1年以上かけて脚本を磨き上げ、その過程で銃乱射事件の犯人の設定などに大きな変更が加えられた。

### キャスト
主人公サム役には『あの頃ペニー・レインと』でギタリストを演じた経験のあるビリー・クラダップが、クエンティンにはバンド活動もしているアントン・イェルチンを起用。劇中のバンド「ラダレス」のベーシストのウィリー役にはシンガーソングライターのベン・クウェラー、ドラマー役にはイェルチンと音楽活動を共にしているライアン・ディーンと、俳優経験のなかった本職のミュージシャン選ばれた。
サムの息子ジョシュを演じたのはマイルズ・ハイザーだが、歌声はサンディエゴ在住のミュージシャン、ベン・リンピックによるもの。「Hold On」ではケイト役のセレーナ・ゴメスとデュエットを披露しているが、サントラ盤に収録されているのはベン・クウェラーとゴメスによる別バージョン。
監督のウィリアム・H・メイシーはライブバー「トリルズ・タヴァーン」の店長を演じた。メイシーの妻フェリシティ・ハフマンもサムの元妻役で出演している。

### 音楽
劇中で演奏されるバンド「ラダレス」の楽曲の作詞作曲はサイモン・ステッドマンとチャールトン・ペッタスによるコンビ、ソリッドステートが担当。ステッドマンとペッタスはインディーズ系ミュージシャンを対象にしたコンペによって選ばれた。「Home」と「Asshole」は彼らがコンペ用に提出した既存曲で、メイシーが「いかにもジョシュが書きそうな曲」だと感じたことから起用が決まり、映画のために新たに楽曲を書き足した。「Over Your Shoulder」のみ英国のミュージシャンフィンクの手によるもの。劇中曲の歌と演奏は基本的にビリー・クラダップ、アントン・イェルチンらバンドメンバーを演じた4人が担当。撮影前にレコーディングした音源に合わせて演技している。
ジョシュの歌声はすべてサンディエゴの若手ミュージシャン、ベン・リンピックが担当しているが、サントラ盤に収録されているのは「Asshole」一曲のみ。リンピックではなくベン・クウェラーがセレーナ・ゴメスとデュエットしたサントラバージョンの「Hold On」には監督のメイシーもキーボードとコーラスで参加。メイシーが監督・出演したミュージック・ビデオも制作された。
映画音楽を手がけたのはオルタナカントリーバンド、クレム・スナイドのリーダー、イーフ・バーズレイ。バーズレイが拠点にしているナッシュビルでレコーディングされた。
ライブバーのシーンでは、撮影が行われたオクラホマシティの地元ミュージシャンが大勢参加した。ピーチズ役のケイト・ミクーチはもともとメイシーと交流があった女優／コメディアン／ミュージシャンである。
エンドクレジットの最初に流れる曲はRadical Faceの「Always Gold」。サントラ盤には収録されていない。

### 舞台
映画の大半はオクラホマ州のオクラホマシティとヘフナー湖周辺で撮影された。

### 公開
アメリカでは2014年1月にサンダンス映画祭でプレミア上映され、同年10月に劇場公開。公開と同時にネット配信もされた。
日本公開は2015年2月。公開に先駆けて観客が鑑賞後に料金を決める「投げ銭」先行上映が数回行われ、ひとりの観客が払った最高額は3500円だった。

## 未公開シーン
本編から最終的に削除された数シーンがアメリカン盤DVDに特典として収録されている。本編にはわずかしか登場しなかったジェイミー・チャン扮するジャーナリストとビリー・クラダップの共演シーンや、主人公サムのその後を描いたシーンなどを観ることができる。

## パッケージソフト
- DVD「君が生きた証」 2014年8月4日発売。ハピネット。